# Панорамная томография

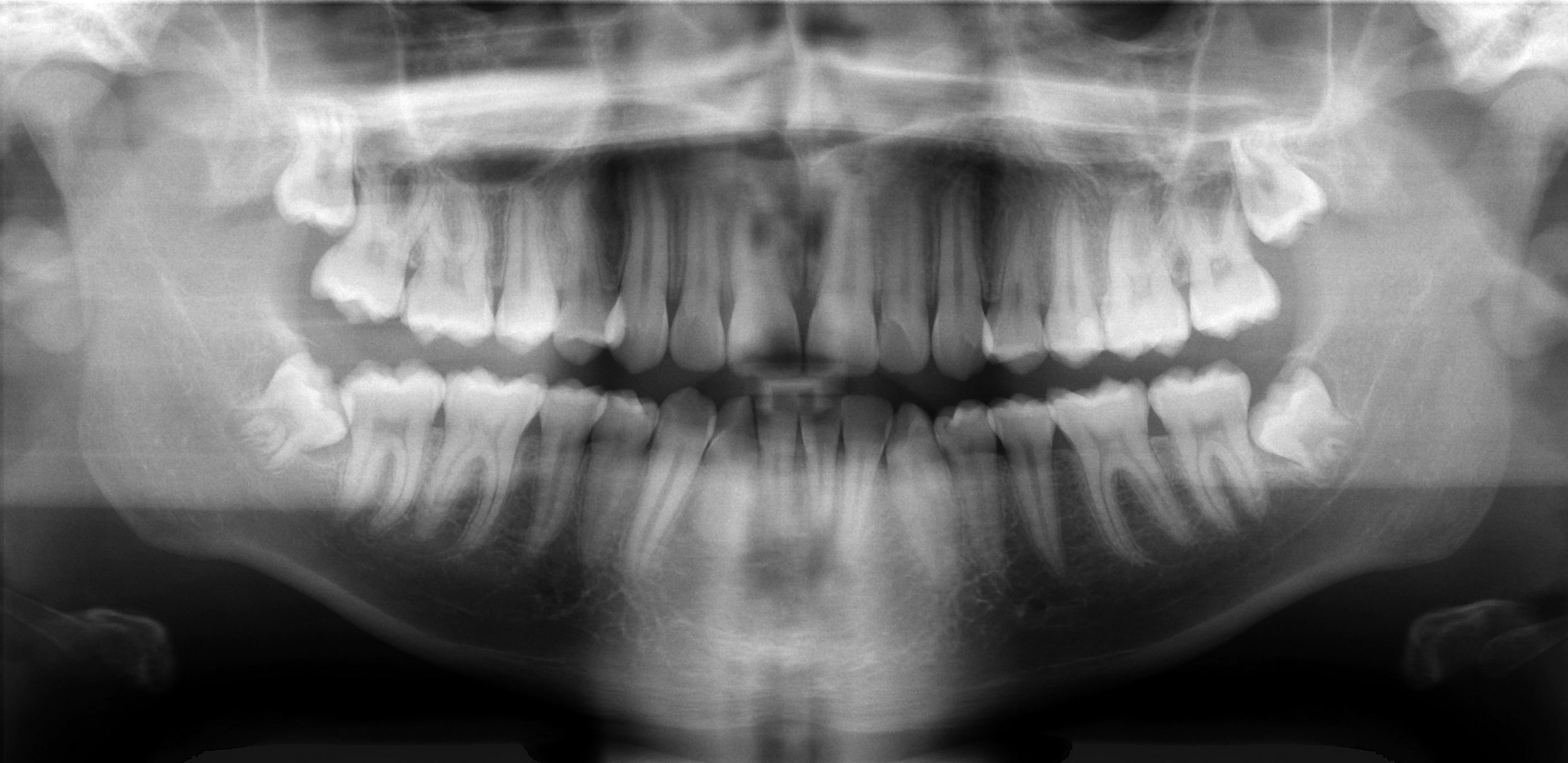

Панорамная томография — метод рентгенологического исследования, с помощью которого можно получить снимок криволинейного слоя, лежащего на определённой глубине исследуемого объекта.
В медицине панорамная томография используется при исследовании лицевого черепа, в первую очередь при диагностике заболеваний зубочелюстной системы. Используя движение рентгеновского излучателя и кассеты с плёнкой по специальным траекториям, выделяется изображение в форме цилиндрической поверхности. Это позволяет получить снимок с изображением всех зубов пациента, что необходимо при протезировании, оказывается полезным при пародонтозе, в травматологии и ряде других случаев. Диагностические исследования выполняют с помощью пантомографических дентальных аппаратов.
В настоящее время при панорамной томографии чаще используют цифровые (компьютерные) томографы ввиду меньшей  лучевой нагрузки на пациента при высоком  качестве изображения. Существуют также дентальные рентгеновские компьютерные томографы, с помощью которых можно получить трёхмерное изображение челюсти.